# Asutifi
Asutifi (Asutifi District en anglais), ou Asutifi-Nord, est un district de la région de Brong Ahafo au Ghana. Son chef-lieu est Kenyasi.

## Géographie
Le district d'Asutifi se situe dans le sud-ouest de la région de Brong Ahafo. Le district s'insère entre les latitudes 7° 40' et 7° 15' nord et les longitudes 2° 15' et 2° 25' ouest. Il est borné par le district municipal de Sunyani au nord, Tano nord au nord-est, Ahafo-Nord (dans la région d'Ashanti) à l'est, Asutifi-Sud au sud-est, Asunafo-Sud au sud-ouest et Dormaa-Est au nord-ouest. Le territoire couvre une superficie totale de 1 500 km2 dont 936,3 km2 terrestres.

## Histoire
En 1989, le district d'Asutifi est institué. En 2012, par la loi 2093, il est divisé en deux districts, soit l'actuel district d'Asutifi ou Asutifi-Nord et le district d'Asutifi-Sud.

## Démographie
La population d'Asutifi est de 52 259 habitants au Recensement du Ghana de 2010. La proportion d'hommes est de 51,2 % de la population. En 2010, la population vit dans 12 138 logements, soit une moyenne de 4,2 personnes par ménage. Les ménages comptant une seule famille représentent le tiers (33,0 %) de l'ensemble des ménages. Le taux de natalité est de 30,7 ‰ et le taux de mortalité de 8,8 ‰.
|                             | 2010    |
| Population totale           | 52 259  |
| % population hors ménages   | 3,7 %   |
| Population dans les ménages | 101 954 |
| Nombre de ménages           | 22 986  |
| Personnes par ménage        | 4,4     |
| % moins de 18 ans           | 45,2 %  |
| % population urbaine        | 34,6 %  |

## Collectivités locales
- Kenyase No. I
- Hwidiem
- Acherensua
- Nkaseim
- Dadiesoaba
- Gambia II
- Ntotroso
- Mehame
- Wamahiniso
- Nkrankrom
- Gyedu
- Kensere
- Sienkyem
- Obengkrom
- Wuramumuso
- Biaso
- Gambia I
- Asukese No. 2
- Amanfrom